# Novikov (bande dessinée)
 (avril 2018).
Pour les articles homonymes, voir Novikov.
Novikov est une série de bande dessinée parue en 2005-2006 et comportant deux tomes publiés chez Les Humanoïdes Associés.

## Auteurs
- Scénario : Patrick Weber
- Dessins : Bruno Brindisi

## Synopsis
Polar historique qui se déroule à Saint-Pétersbourg au XVIIIe siècle.
Alexis Novikov est officier de la police impériale, au service de l'impératrice Catherine II. Ses méthodes sont peu orthodoxes, au grand dam de sa hiérarchie : il ne supporte pas l'échec et la seule affaire qu'il ait jamais pu résoudre concerne la mort de sa femme. 
Son enquête porte sur une série de meurtres perpétrés au moyen d'un crucifix à l'encontre de membres de l'aristocratie, dans un Saint-Pétersbourg écartelé entre la Russie traditionnelle des anciens tsars et celle de l'Europe des Lumières, moderne et éclairée, voulue par Pierre le Grand.

## Albums
Les Humanoïdes Associés coll. « Dédales »
- Le Fou de Dieu (2005)
- Le Sang des Boyards (2006)
- Une intégrale reprenant les deux tomes est parue en 2012[2].